# Bebo
Bebo foi uma rede social fundada em janeiro de 2005, muito popular em países de língua inglesa. Todo perfil em Bebo devia incluir dois módulos específicos - uma seção de Comentários, onde outros usuários poderiam deixar mensagens, e uma Lista de Amigos do dono do perfil. Usuários podiam incluir vários outros módulos. Por default (automaticamente), quando uma conta era criada o perfil era definido como sendo privado, limitando assim o acesso aos amigos especificados. O usuário podia selecionar a opção de "Perfil Público" para tornar-se visível para quaisquer outros membros de uma escola da qual ele ou ela faça parte. Os perfis podiam ser personalizados usando-se skins.
Em 13 de março de 2008 bebo foi comprada pela AOL (Time Warner) por 850 milhões de dólares. Em 17 de junho de 2010 foi vendida por 10 milhões de dólares para o investor californiano Criterion Capital Partners.
Em 19 de junho de 2019 a marca foi comprada pela Twitch (plataforma de stream) por US$ 25 milhões, após uma briga entre as empresas Facebook e Discord.